# Трёхречье (Марий Эл)
Трёхречье (мар. Трёхречье) — деревня в Килемарском районе Республики Марий Эл. Входит в состав Широкундышского сельского поселения.

## География
Деревня находится в западной части республики Марий Эл, на расстоянии менее 2 км к юго-востоку от посёлка городского типа Килемары, административного центра района.

### Часовой пояс
Деревня Трёхречье, как и вся Марий Эл, находится в часовой зоне МСК (московское время). Смещение применяемого времени относительно UTC составляет +3:00.

## История
Деревня основана в 1932—1935 годах. Работали колхозы «Красная пчела» и «Пробуждение». В 1962 году в 48 хозяйствах проживали 173 человека. В 1974 году числилось 34 двора.

## Население
| 2010 |
| ---- |
| 110  |

### Национальный состав
Согласно результатам переписи 2002 года, в национальной структуре населения русские составляли 51 % из 89 чел., мари — 35 %.